# Les Verts

Parteilogo

Les Verts (Die Grünen) war eine Partei in der französischen Nationalversammlung. Ihr vollständiger Name lautete Les Verts, Confédération Écologiste – Parti Écologiste. Sie gehörte der Europäischen Grünen Partei und den Global Greens an. 2010 ging sie in der neu gegründeten Partei Europe Écologie-Les Verts auf.
Sie ging bei Wahlen Listenverbindungen und Wahlabsprachen mit anderen linken Parteien ein, in denen der Parti socialiste und die Kommunistische Partei Frankreichs meist die Hauptentscheidungsträger waren.
Les Verts wurden vor allem in Großstädten, insbesondere den Technologiezentren Toulouse und Grenoble gewählt.

## Parteigeschichte
Die Beteiligung ökologischer Gruppierungen am politischen Leben in Frankreich geht auf die 1970er Jahre zurück. Symbolcharakter hatte in dieser Hinsicht die Aufstellung des Agronomen René Dumont als Kandidat bei der Präsidentschaftswahl 1974. In den Folgejahren stellt die ökologische Bewegung zu jeder Wahl Kandidaten auf: 1977 zur Kommunalwahl, 1978 bei den Wahlen für das nationale Parlament (unter der Bezeichnung Écologie 78), 1979 für die Europawahl (Europe Écologie), 1981 bei der Präsidentschaftswahl mit Brice Lalonde von Aujourd’hui l’Écologie als Kandidat.
Die Grünen entstanden 1984 aus einer Fusion von Parti Écologiste (zuvor Mouvement d’Écologie Politique) und Confédération Écologiste, 1982 gegründet. Brice Lalonde sollte dieser Partei nie angehören. Er blieb seiner Vereinigung, den Amis de la Terre, treu, bis er 1990 eine eigene Partei gründete (Génération Écologie).
Am 24. April 1988 erkämpfte sich Antoine Waechter als Präsidentschaftskandidat 3,8 % der Wählerstimmen. Er hatte sich 1986 als Anführer innerhalb der neuen Partei durchgesetzt und bestimmte weitestgehend ihre politische Position außerhalb der konventionellen Lager. Von dieser Linie verabschiedeten sich die Grünen 1994 und schlossen sich eindeutig den linken Gruppierungen an. Daraufhin verließ Antoine Waechter die Partei, um den Mouvement Écologiste Indépendant zu gründen.
Bei den Präsidentschaftswahlen am 23. April 1995 vereinigte Dominique Voynet als Kandidatin der Grünen 3,3 % der Wählerstimmen auf sich.
Nach dem Sieg der Linken bei den Parlamentswahlen 1997 errang die Partei aufgrund von Wahlabsprachen mit den Sozialisten erstmals sieben Parlamentsmandate in der Nationalversammlung. Dominique Voynet trat als Ministerin für Umwelt und Raumplanung in die Regierung von Lionel Jospin ein, darunter (2001 durch Yves Cochet abgelöst). 2000 folgte ihr ein zweiter Abgeordneter der Grünen in die Regierung: Guy Hascoet als Staatssekretär für solidarische Wirtschaft.
Im März 2001, als Bertrand Delanoë mit der Unterstützung der Grünen zum Bürgermeister von Paris gewählt wurde, berief er Christophe Girard, Yves Contassot und Denis Baupin als Stellvertreter auf bedeutende Posten.
Bei den Präsidentschaftswahlen im Folgejahr stimmten 5,25 % der Wähler für den grünen Kandidaten Noël Mamère.
Im Januar 2003 wurde Gilles Lemaire Nachfolger von Dominique Voynet als Vorsitzender der Partei. Am 16. Januar 2005 löste ihn Yann Wehrling, vormals Pressesprecher der Partei, im Amt ab.
Bei der Präsidentschaftswahl 2007 erhielt die Spitzenkandidatin Dominique Voynet nur 1,5 Prozent der Stimmen und bei der Parlamentswahl wurden nur vier Le-Verts-Abgeordnete in die Nationalversammlung gewählt.
Seit 2001 existierte eine mit der Partei verbundene Jugendorganisation – die Grüne Jugend (Jeunes Verts).
Am 13. November 2010 lösten sich „Les Verts“ auf und verschmolzen am 14. November 2010 mit dem Wahlbündnis Europe Écologie zur neuen Partei Europe Écologie-Les Verts.

### Vertretung in Parlamenten
- Regional: Fünf Senatoren: Marie-Christine Blandin, Alima Boumediene-Thiery, Jean Desessard, Jacques Muller und Dominique Voynet
- National 2007: 3,25 %, Vier Abgeordnete: Martine Billard, Yves Cochet und Noël Mamère, François de Rugy
- Europa 2004: 7,41 %, Sechs Europaabgeordnete: Hélène Flautre, Gérard Onesta, Marie-Hélène Aubert, Marie-Anne Isler Béguin, Jean-Luc Bennahmias und Alain Lipietz
- Europa 2009: 16,28 %, 14 Europaabgeordnete: EGP: Daniel Cohn-Bendit, Pascal Canfin, Karima Delli, Hélène Flautre, Michèle Rivasi, Malika Benarab-Attou, Catherine Grèze, Nicole Kiil-Nielsen, Unabhängige: Eva Joly, José Bové, Yannick Jadot, Sandrine Bélier, Jean-Paul Besset, EFA: François Alfonsi